# Rindal Skimuseum
Das Rindal Skimuseum (ehemals Rindal Bygdemuseum) ist ein Freilichtmuseum in Rindal in der norwegischen Provinz Trøndelag. Organisatorisch ist es ein Zweigmuseum des Trøndelag Museums. Es wurde 1950 gegründet. Das Museum umfasst 14 Gebäude mit Werkstätten verschiedener Handwerker und eine große Zahl an Büchern und Fotografien. Im Sommer 2014 wurde innerhalb des Museums ein Skimuseum eröffnet. Dies geschah auch vor dem Hintergrund, dass das Dorf eine Tradition in der Skiherstellung hat und aus Rindal mehrere Medaillengewinner bei Olympischen Spielen stammen.

## Auszeichnungen
Das Museum wurde noch als Rindal Bygdemuseum mit der Olavsrose, der norwegischen Auszeichnung für kulturelle Erlebnisangebote, ausgezeichnet.
2017 wurde Rindal Skimuseum als einziges norwegisches Museum für die Auszeichnung zum Europäischen Museum des Jahres nominiert.